# Campionati del mondo di ciclismo su pista 2022 - Inseguimento individuale femminile
La gara di inseguimento individuale femminile ai Campionati del mondo di ciclismo su pista 2022 si è svolta il 15 ottobre 2022.
Vi hanno preso parte 21 atlete provenienti da 15 nazioni.
Tutte le gare si sono svolte sulla distanza di 3000 mt. con partenza da fermo.

## Podio
| Pos.    | Atleta           | Nazionalità   |
| ------- | ---------------- | ------------- |
| Oro     | Franziska Brauße | Germania      |
| Argento | Bryony Botha     | Nuova Zelanda |
| Bronzo  | Josie Knight     | Gran Bretagna |

## Risultati

### Qualifiche
I migliori due tempi si qualificano alla finale per l'oro, il terzo e il quarto tempo si qualificano alla finale per il bronzo.
| Posizione | Batteria | Atleta              | Nazione       | Tempo    | Gap     | Note |
| --------- | -------- | ------------------- | ------------- | -------- | ------- | ---- |
| 1         | 10       | Franziska Brauße    | Germania      | 3:18.794 |         | Q    |
| 2         | 6        | Bryony Botha        | Nuova Zelanda | 3:19.378 | +0.584  | Q    |
| 3         | 11       | Mieke Kröger        | Germania      | 3:19.947 | +1.153  | q    |
| 4         | 8        | Josie Knight        | Gran Bretagna | 3:20.792 | +1.998  | q    |
| 5         | 9        | Anna Morris         | Gran Bretagna | 3:22.094 | +3.300  |      |
| 6         | 6        | Maeve Plouffe       | Australia     | 3:25.304 | +6.510  |      |
| 7         | 10       | Kelly Murphy        | Irlanda       | 3:25.424 | +6.630  |      |
| 8         | 5        | Letizia Paternoster | Italia        | 3:25.660 | +6.866  |      |
| 9         | 9        | Daniek Hengeveld    | Paesi Bassi   | 3:27.802 | +9.008  |      |
| 10        | 8        | Vittoria Guazzini   | Italia        | 3:27.852 | +9.058  |      |
| 11        | 11       | Marion Borras       | Francia       | 3:28.212 | +9.418  |      |
| 12        | 2        | Sarah Van Dam       | Canada        | 3:30.373 | +11.579 |      |
| 13        | 7        | Fabienne Buri       | Svizzera      | 3:33.242 | +14.448 |      |
| 14        | 4        | Wang Susu           | Cina          | 3:33.563 | +14.769 |      |
| 15        | 3        | Lana Eberle         | Germania      | 3:33.649 | +14.855 |      |
| 16        | 4        | Marith Vanhove      | Belgio        | 3:35.431 | +16.637 |      |
| 17        | 1        | Huang Zhilin        | Cina          | 3:35.981 | +17.187 |      |
| 18        | 3        | Shayna Powless      | Stati Uniti   | 3:38.708 | +19.914 |      |
| 19        | 5        | Ruby West           | Canada        | 3:40.286 | +21.492 |      |
| 20        | 2        | Ziortza Isasi       | Spagna        | 3:42.632 | +23.838 |      |
| 21        | 7        | Yanina Kuskova      | Uzbekistan    | 3:42.692 | +23.898 |      |

### Finali
| Posizione            | Atleta           | Nazione       | Tempo    | Gap    |
| -------------------- | ---------------- | ------------- | -------- | ------ |
| Finale per l'oro     |                  |               |          |        |
| 1                    | Franziska Brauße | Germania      | 3:19.427 |        |
| 2                    | Bryony Botha     | Nuova Zelanda | 3:19.869 | +0.442 |
| Finale per il bronzo |                  |               |          |        |
| 3                    | Josie Knight     | Gran Bretagna | 3:21.459 |        |
| 4                    | Mieke Kröger     | Germania      | 3:22.002 | +0.543 |